# Amar Amarni
Amar Amarni (Tizi Ouzou, Kabilia, 1973. június 12. –) festőművész, grafikus, zeneszerző, filmrendező. Marseille-ben él és dolgozik.

## Életpályája
Amar Amarni 1992–1998 között az Algéria Művészeti Főiskolát látogatta. 1997 óta tagja az algériai (ONDA) hivatalnak. Nemzeti Kulturális Alapnak tagja Algériában (UNAC). 1998-ban egy művészeti csoportosulás vezetője volt Tunéziában (The Kabylian Wizards). 2003–2006 között a Marseille-i Művészeti Egyetemen folytatott felsőfokú tanulmányokat.

## Freskó
- 2000, Algériában egy földrengésben vesztettek emlékére.

## Egyéni kiállítások
- 1996, Ibn Khaldoun Galéria, Algéria
- 1998, Riad Elfeth Galéria, Algéria
- 1999, Raqoua Galéria Sousse, Tunézia
- 2000, Sidi Bousaid Galéria Tunézia
- 2000, Tayeb Galéria Sousse, Tunézia
- 2000, L’APPEL, Grand Hotel MERCURE, Algéria
- 2000, le REFLET Didouche Mourad Galéria, Algéria
- 2004, Best in Detmold Galéria, Németország
- 2004, Elgrand Művészeti Központ, Finnország, (Poroo)
- 2004, LE REFLET, Marseille, Franciaország
- 2004, Marseille Városházában, Franciaország
- 2005, L'art Embelli La Vie Galéria Marseille, Franciaország
- 2007, PALAIS DES ARTS, Marseille, Franciaország
- 2007, CHEZ ANNAMARIE Galéria, Prága, Sillye Gábor Művelődési Központ